# Live... La storia continua...
Live... La storia continua... è il nono album del gruppo musicale Sempre Noi.
L'album, registrato dal vivo, è il più lungo mai pubblicato dal gruppo, e riassume buona parte della storia discografica dei Sempre Noi; contiene anche un brano inedito registrato in studio (Canzone d'amore), ed avrebbe dovuto contenere anche un brano scritto appositamente per il gruppo da Alberto Bertoli, ma che fu scartato perché non si riusciva ad adattare alla voce del cantante del gruppo. Ancora una volta, buona parte dei brani presenti provengono dal repertorio dei Nomadi.
Attualmente, è l'ultimo album pubblicato dal gruppo musicale di Carpi.

## Tracce
1. Fotogrammi
2. Vita mia
3. Costa dell'est
4. Il paese delle favole
5. L'uomo di Monaco
6. Canzone per un'amica
7. Senza memoria
8. Fuori sintonia
9. Momento perfetto
10. Asia
11. Ho difeso il mio amore
12. Né fuoco né vento
13. L'auto corre lontano
14. Tutto a posto
15. Noi non ci saremo
16. Blow you wind of change
17. Dio è morto
18. Io vagabondo
19. Canzone d'amore

## Formazione
- Paolo Lancellotti - batteria, percussioni
- Chris Dennis - violino, tastiere, flauto, voce
- Joe Della Giustina - basso
- Dade Bazzoni - voce
- Napo Preti - chitarre